# Хазаль
Хазаль («мудрецы Талмуда», ивр. חז"ל‎ — сокр. от ивр. חכמינו זכרם לברכה‎, букв. наши мудрецы, благословенна их память) — принятое название для духовных и галахических лидеров еврейского народа с середины периода Второго Храма (с начала периода «зугот» в III в. до н. э.) и до завершения Вавилонского Талмуда в конце VI в. Заложили основы для всей Устной Торы.

## Периодизация
Принято классифицировать мудрецов Талмуда по периодам:
- Период пар: первыми в ней являются Симон Праведный и его ученик Антигон Сохейский, далее следуют пять пар мудрецов периода Второго Храма, в каждой паре один служил главой Синедриона, а другой главой суда.
- Таннаи: мудрецы Мишны, жившие в Земле Израиля до 220 года н. э. Их наследие, помимо собственно Мишны, сохранилось в галахических трактатах. Наиболее выдающимися из них считаются Рабби Акива, Шимон Бар Иохай и Иехуда ха-Наси.
- Амораи: мудрецы Талмуда, деятельность которых приходится на период с момента завершения Мишны и до завершения Талмуда (с 220 по 500 год). Амораи творили в двух центрах: в Земле Израиля и в Вавилоне. Помимо Вавилонского и Иерусалимского талмудов, их труды сохранились в трактатах Аггады.
- Савораи: мудрецы иешив Вавилона с конца периода амораев (конец V века) и до начала периода гаонов (конец VI или середина VII века). Савораи редактировали Талмуд и распространяли его знание среди народа.

## Полномочия
До окончания периода амораев во времена Синедриона у мудрецов было полномочие принимать галахические постановления, отсутствующие в Торе и не считающиеся полученными на горе Синай, по любому вопросу, по которому ощущалась необходимость в этом. Среди принятых ими постановлений такие, как: чтение свитка Эстер в Пурим, запрет на перемещение некоторых предметов в субботу, обязательное омовение рук перед принятием в пищу хлеба, обязательная молитва трижды в день и прочее.